# Autoropa
Autoropa är en bilfirma med huvudkontor Arlöv, utanför Malmö. Autoropa är enda importör och auktoriserad återförsäljare för Ferrari, Maserati i Sverige.  Autoropa är också auktoriserad verkstad för Ferrari, Maserati och Mercedes Benz.  2014 hade Autoropa 81 anställda och en omsättning på 716 miljoner kronor. Autoropa har, förutom kontoret i Arlöv, ett showroom och två verkstäder i Stockholm.

## Autoropas historia
Autoropa startades 1934 och var då importör för Renault, och fortsatte med detta även efter andra världskriget. Under åren har Autoropa varit återförsäljare och har auktoriserad verkstad för bl.a. Peugeot, Subaru, Chrysler/Jeep, Alfa Romeo, Fiat, och Indigo. I slutet av 1930-talet sålde man även flygplan och producerade Hudsonbilar, varav de senare skeppades till Sverige från USA i delar och monterades i Autoropas fabrik i Malmö. 1939 gick det som bäst och man monterade ihop 8 bilar om dagen.
1992 fick Autoropa möjlighet att börja med försäljning och service av Ferrari. Autoropa ägdes då av Lars Wendel. När Ferrari köpte upp rivalen Maserati 1998 blev Autoropa återförsäljare för Maserati också.
I mars 2002 sålde Wendel företaget till bröderna Filip och Jens Larsson. Ägarstrukturen förstärktes med Martin Nelson och Håkan Nordh i augusti 2004 och i samband med detta blev Autoropa ensam auktoriserad återförsäljare för Ferrari och Maserati med ansvar för hela Sverige. Samtidigt upphörde samarbetet med den tidigare importören Ferrari Deutschland och Autoropa blev direkt sammankopplade med fabrikerna i Italien.
Våren 2005 blev Autoropa auktoriserad för service och försäljning av Land Rover/Range Rovers modellprogram och under 2013 tog man även in syskonmärket Jaguar i varumärkesportföljen.

## Scuderia Autoropa

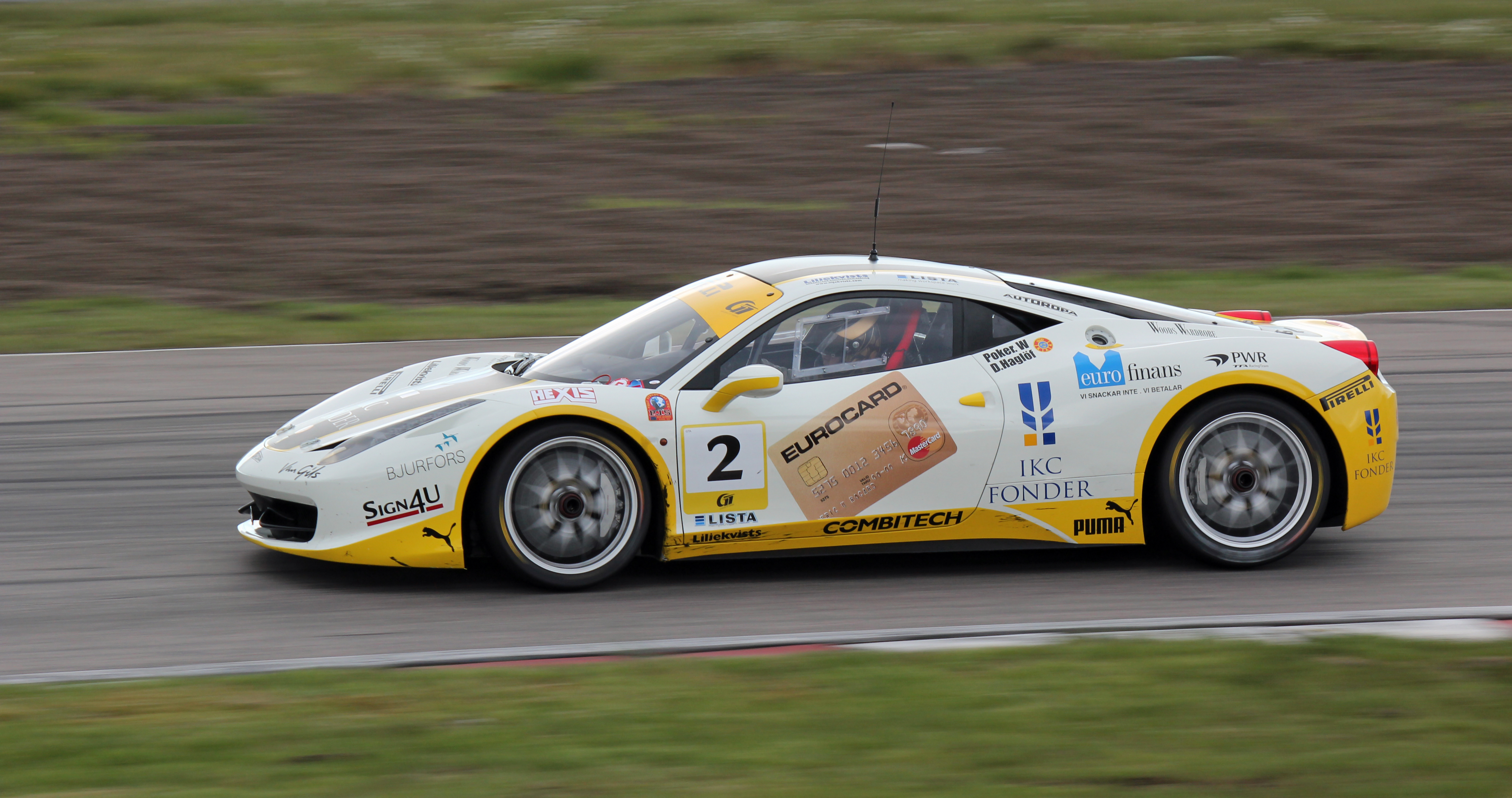
En Ferrari 458 Challenge, körd av Peter Wallenberg, för Scuderia Autoropa på Anderstorp Raceway 2012.

Autoropa driver ett racingteam, Scuderia Autoropa, som rönt framgångar i bland annat Swedish GT Series. Scuderia Autoropa tävlar med Ferrari och främst Ferrari 458 Challenge-bilar.